# Armin Kircher
Armin Kircher (* 6. Dezember 1966 in Kufstein; † 12. Oktober 2015 in Straßwalchen) war ein österreichischer Kirchenmusiker und Komponist.

## Leben

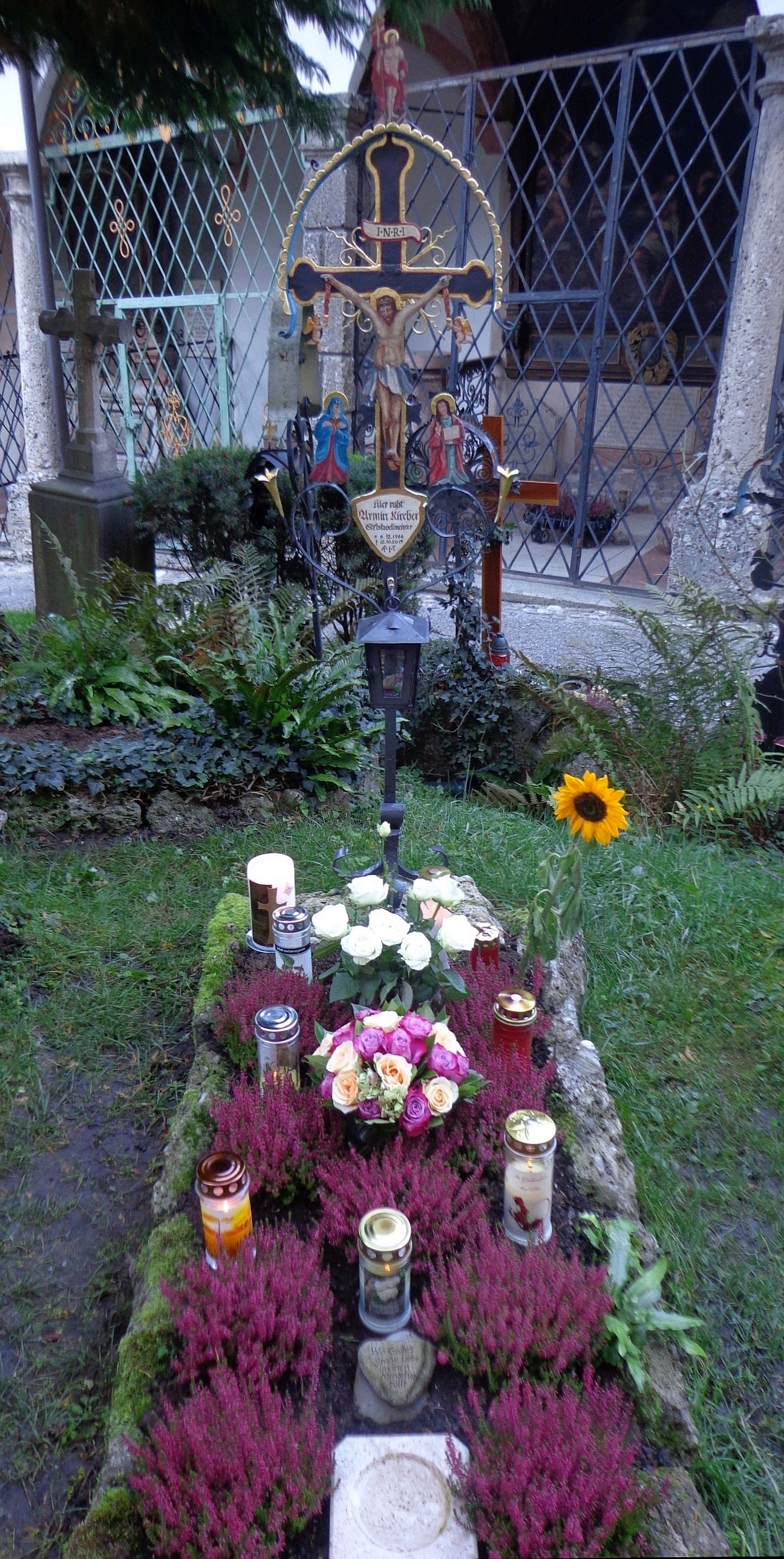
Petersfriedhof Salzburg, Grab von Armin Kircher

Armin Kircher wuchs in Breitenbach in Tirol auf und maturierte 1985 am Kollegium Borromaeum Salzburg. Anschließend absolvierte er ein Kirchenmusikstudium an der Musikuniversität Mozarteum in Salzburg, das er 1991 abschloss.
Er leitete das Kirchenmusikreferat der Erzdiözese Salzburg und war seit 1992 organisatorischer Leiter der Österreichischen Werkwoche für Kirchenmusik. Außerdem war er Stiftskapellmeister an der Stiftskirche St. Peter in Salzburg und Organist an der ältesten erhaltenen Orgel der Stadt Salzburg in der Kajetanerkirche.
Er war Herausgeber zahlreicher Editionen mit alter und neuer Chormusik. Zahlreiche Kehrverse im Gotteslob 2013 stammen aus seiner Feder.
Kircher starb am 12. Oktober 2015 im Alter von nur 48 Jahren an Herzversagen während einer Zugfahrt von Salzburg nach Wien.
Armin Kircher ist auf dem Petersfriedhof Salzburg begraben.